# Die Piratenbraut

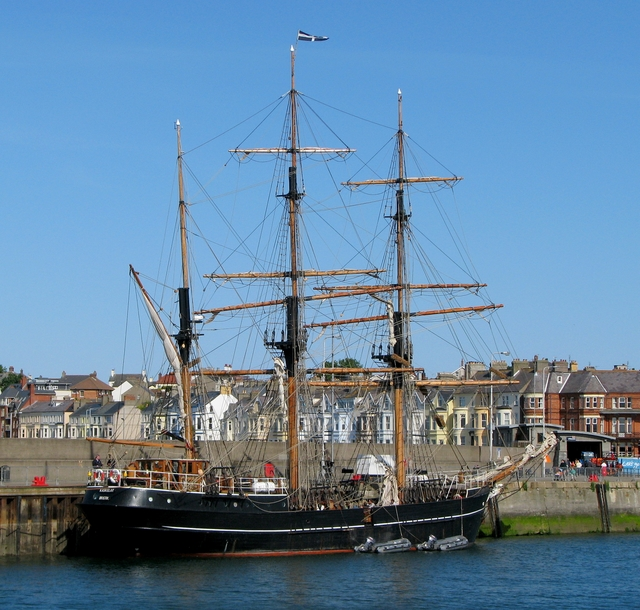
Die Kaskelot als Morning Star im Film

Die Piratenbraut (Originaltitel Cutthroat Island) ist ein Piratenfilm aus dem Jahr 1995. Der Regisseur war Renny Harlin, die Hauptrollen spielten Geena Davis, Matthew Modine und Frank Langella. Der Film ging als der bis dato größte Flop in die Filmgeschichte ein. Wegen dieses Films wurden Piratenfilme jahrelang als Kassengift angesehen.

## Handlung
In der Karibik des 17. Jahrhunderts hatte der Großvater der Piratentochter Morgan Adams einst ein spanisches Goldschiff mit einer überaus wertvollen Goldladung gekapert. Den Schatz versteckte er auf einer verborgenen Insel und verschlüsselte die Stelle mittels einer dreiteiligen Karte. Seinen Söhnen Harry, Piratenkapitän und Vater von Morgan, sowie Richard und Mordachai vermachte er jeweils einen Teil der Schatzkarte, einzig Dawg ging leer aus. Dawg hat inzwischen ein Kartenteil von Richard entwendet und will nun von Harry den zweiten Teil. Da dieser sich weigert, wirft Dawg Harry mit einem Anker an den Füßen über Bord. Morgan versucht ihren Vater zu retten, doch der kann nur noch im Sterben liegend seiner Tochter mitteilen, dass er die Karte auf seinen Hinterkopf tätowiert hat und sie sein Schiff Morning Star samt Crew als Kapitän übernehmen soll. Morgan skalpiert daher ihren toten Vater und macht sich ebenfalls auf die Suche nach dem Schatz.
In einer Inselkolonie der Engländer gerät der Taschendieb und Betrüger William Shaw derweil in Gefangenschaft. Auch Morgan ist inkognito anwesend, da die Schatzkarte lateinischen Text enthält und sie einen Übersetzer benötigt. Da Shaw sich als Arzt ausgibt, der Latein beherrscht, entführt sie ihn, wodurch Shaw der Hinrichtung entgeht. Allerdings wird Morgan anhand eines Steckbriefs erkannt und muss, von Gouverneur Ainslees Soldaten durch die Stadt gejagt, mit Shaw fliehen. Um der Piraten habhaft zu werden, macht Ainslee einen Handel mit dem Chronisten John Reed, der oft mit Piraten mitreist, um Geschichten über sie zu schreiben.
Das letzte Kartenstück befindet sich auf einer weiteren Insel beim vierten Bruder Mordachai. Morgan gibt sich als Prostituierte aus, um zu ihm vorzudringen. Plötzlich taucht Dawg mit seinen Männern auf. Es entbrennt ein Kampf, in dessen Verlauf Shaw zufällig das dritte Kartenstück findet, es aber zunächst für sich behält. Mordachai wird von Dawg getötet und Morgan angeschossen, sie können aber mit der Morning Star fliehen. An Bord operiert der selbsternannte Arzt Shaw Morgan erfolgreich, und die beiden kommen sich näher. Als sie jedoch Shaw bei dem Versuch ertappt, in ihrer Kajüte mit dem dritten Kartenteil die Position der Schatzinsel zu entschlüsseln, lässt sie ihn in die Bilge sperren und nimmt Kurs auf die Schatzinsel, genau auf einen herannahenden Sturm zu. Während die Mannschaft um den verräterischen Scully meutert und Morgan mit ihren wenigen Getreuen in einem Beiboot mitten im Sturm aussetzt, sendet Reed eine Brieftaube mit ihrer Position an Ainslee. Shaw, der sich befreien konnte, springt von Bord in die tosenden Fluten.
Morgan erreicht mit ihren Männern schließlich die nahe Schatzinsel. Doch auch Dawg und seine Crew sind inzwischen angekommen. Während einer Rast schleicht Shaw sich zu Dawg und entwendet dessen Kartenteil, auf dem die genaue Position des Schatzes auf der Insel vermerkt ist. Als er flieht, gerät er in Treibsand und wird von Morgan erst gerettet, als er ihr das Kartenstück aushändigt. In einer Höhle an der Steilküste finden sie schließlich den Schatz. Als sie versuchen, ihn zu bergen, werden sie von Dawg und seinen Männern gestellt, der ihnen das Gold abnimmt. Um nicht in Gefangenschaft zu geraten, retten sich Morgan und Shaw durch einen Sprung in die Brandung und werden für tot gehalten.
Als Shaw am Ufer erwacht, wird er von Reed gefunden, der ihn direkt zu Dawg führt, welcher mit den inzwischen eingetroffenen Briten zusammenarbeitet. Diese heben den Schatz und verlassen die Insel. Morgan gelangt jedoch zurück auf die Morning Star, befreit ihre gefangen gehaltenen Männer und lässt Dawgs Schiff mit Kanonen beschießen und entern. Morgan und Dawg liefern sich einen Fechtkampf, bei dem die unterlegen scheinende Piratenbraut ihren Onkel mit einem Schuss aus einer Kanone tötet. Unterdessen steht Dawgs Schiff kurz vor einer Explosion und Shaw versucht, die Goldladung zu bergen, wird aber eingeklemmt und droht zu ertrinken. Im letzten Moment kann Morgan ihn befreien und sie springen über Bord, als die Fregatte in die Luft fliegt. Beide werden gerettet – wie auch der Schatz, den Morgan vor der Explosion an leeren Fässern festgebunden hat, so dass er anschließend geborgen werden kann.
Die begeisterte Besatzung willigt ein, unter Morgan nach weiteren Schätzen zu suchen. Diese befiehlt Shaw, unverzüglich ihre Kajüte aufzusuchen.

## Kritiken
James Berardinelli bezeichnete den Film auf ReelViews als „stumpfsinnige Unterhaltung“. Er befand die Darstellung von Geena Davis als „oberflächlich“, Matthew Modine wirke „langweilig“. Berardinelli lobte einige „atemberaubende“ visuelle Effekte sowie die „mitreißende“ Filmmusik.
Roger Ebert schrieb in der Chicago Sun-Times vom 22. Dezember 1995, dass der Film genau das sei, was ein Piratenfilm unter diesem Namen sein solle. Er lobte die Kostüme, die Stunts, die Spezialeffekte und die Regie.

„Die äußerst simple Geschichte wird ohne jede Ironie mit allen Klischees des Genres angereichert. Der Film zeichnet sich vor allem durch zahlreiche Explosionen und Stunts vor aufwendiger Kulisse aus; die Inszenierung aber ist einfallslos, bisweilen schlampig.“

## Auszeichnungen
Regisseur Renny Harlin wurde im Jahr 1996 für die Goldene Himbeere nominiert.

## Hintergrund
Der Film wurde in der Karibik, in Thailand und auf Malta gedreht. Die maltesischen Filmsets sowie die Schiffe wurden gefertigt, noch bevor das Drehbuch fertig war.
Regisseur Renny Harlin überzeugte den Produzenten Mario Kassar, die Hauptrolle mit Geena Davis zu besetzen, mit der er zum Zeitpunkt der Drehaufnahmen liiert war. Das Paar drehte ebenfalls gemeinsam den Thriller Tödliche Weihnachten, bevor die Beziehung kurz darauf auseinanderbrach. Die Besetzung der übrigen Rollen wurde zur Sisyphos-Arbeit. Für die männliche Hauptrolle waren Keanu Reeves, Liam Neeson, Charlie Sheen, Jeff Bridges, Ralph Fiennes und Michael Keaton im Gespräch, die jedoch alle ablehnten. Auch Michael Douglas wurde die Rolle angeboten, der jedoch mit der Begründung ablehnte, dass Geena Davis’ Rolle ihn zu sehr in den Hintergrund drängen würde.
Der eigentlich vorgesehene Kameramann Oliver Wood verletzte sich auf dem Set und brach sich den Knöchel. Er wurde durch Peter Levy ersetzt. Die Verletzung war so schwer, dass Wood auch sein nächstes Engagement, den Film Operation – Broken Arrow von John Woo, nicht durchführen konnte. Auch hier wurde er gegen Levy ausgetauscht. Zu guter Letzt musste man einen eigentlich geplanten Gastauftritt Woods ebenfalls streichen und ihn durch einen Komparsen ersetzen.
In einer Szene stürzt die von Geena Davis dargestellte Figur durch ein Fenster in die Zimmer eines Arkadenerkers. Während sie durch die Zimmer rennt, fährt unter den Arkaden die von Modine gelenkte Kutsche entlang. Davis’ Figur springt aus dem Fenster nach draußen und landet im richtigen Moment sitzend neben Modines Charakter auf dem Kutschbock. Die Einlage wurde von beiden Schauspielern ohne Einsatz von Stuntleuten realisiert. Davis’ Sprung und die Landung auf der Kutsche waren zwei verschiedene Takes und wurden am Schneidetisch digital zu einer Aufnahme vereinigt: In dem einen Take springt sie aus dem Fenster und macht eine Rolle, in dem anderen Take sitzt Davis bereits auf der Kutsche.
Die Piratenbraut ging als gigantischer finanzieller Misserfolg in die Kinogeschichte ein. Eine Zeit lang galt er laut Guinness-Buch der Rekorde als größter kommerzieller Flop des Filmgeschäfts. Bei geschätzten Produktionskosten von etwa 100 Millionen US-Dollar spielte der Film mit knapp 10 Millionen US-Dollar nur ungefähr zehn Prozent der Ausgaben ein. Dieser Flop besiegelte die Insolvenz und letztlich Auflösung der Produktionsfirma Carolco Pictures, die viele erfolgreiche Filme wie Red Heat oder Die totale Erinnerung – Total Recall in Auftrag gegeben hatte.